# Tumba de Dante
La Tumba de Dante (en italiano: Sepolcro di Dante) es un monumento nacional italiano de estilo neoclásico construido en 1781 sobre la tumba del histórico poeta Dante Alighieri (1265-1321). Está situado junto a la Basílica de San Francesco, en el centro de la ciudad de Rávena.
El monumento está rodeado por el área denominada "zona dantesca", en la que los visitantes deben permanecer en silencio y mostrar respeto. Junto al monumento se encuentra un pequeño jardín, históricamente conocido como Quadrarco di Braccioforte, el cual tuvo su origen en el claustro monástico. Esta área también incluye los claustros franciscanos, el complejo de museos y la Casa Dante.

## Tumba original
En su lecho de muerte, Dante Alighieri expresó su deseo de ser vestido con el hábito franciscano. Eligió como lugar de sepultura el convento de los Frailes Menores, establecido en Rávena en 1261. Los solemnes funerales se celebraron en la iglesia de este convento, y el poeta fue originalmente enterrado en el cementerio adyacente al mismo. Este lugar es conocido como el Quadrarco di Braccioforte, (en español: "Cuadrarco del Brazo Fuerte"), puesto que el lugar es conocido por ser el emplazamiento en el que dos personas hicieron un acuerdo importante y, para garantizar su cumplimiento, invocaron al "brazo fuerte" de Cristo como símbolo de justicia y autoridad. En ese mismo lugar, había una imagen pintada del brazo de Cristo, lo que dio origen al nombre de este lugar.
Por otro lado, la familia Da Polenta, una influyente dinastía de Rávena, tenía una pequeña celda, dentro de la cual se colocó el sarcófago que contenía los restos de Dante Alighieri después de su muerte, lo que muestra el papel destacado de la familia en la protección y custodia de los restos del Sumo poeta.
En 1441, tras la expulsión de la familia Da Polenta por la República de Venecia, la celda que albergaba los restos de Dante quedó en estado de abandono. En 1483, el podestà veneciano Bernardo Bembo emprendió la restauración y ampliación de la tumba a sus expensas. Encargó el trabajo al escultor Pietro Lombardo, quien contó con la colaboración de sus hijos para la ejecución de la obra. Cabe mencionar que, sobre el sarcófago, Lombardo esculpió un conocido bajorrelieve que representa a Dante pensativo frente a un atril.

## Tumba actual

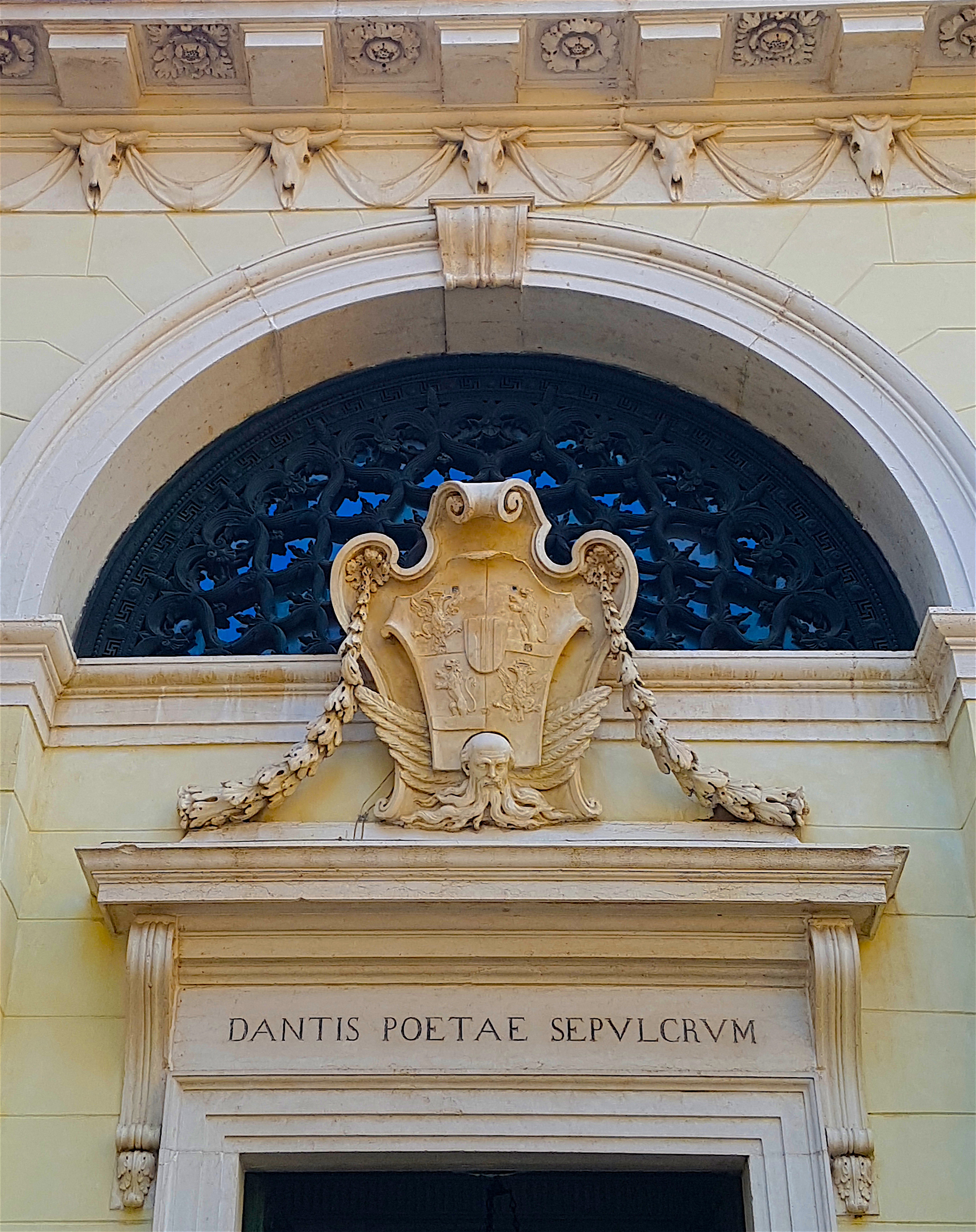
Detalle de la fachada.

En 1778, cuando Luigi Valenti Gonzaga asumió el cargo de legado pontificio en Rávena, el cardenal tomó la decisión de promover la construcción de un nuevo sacello, un pequeño edificio religioso destinado al culto. Para llevar a cabo este proyecto, confió la tarea al reconocido arquitecto de Rávena, Camillo Morigia, conocido por su talento y creatividad en el diseño de espacios arquitectónicos.
Construida entre 1780 y 1781 sobre una estructura anterior del siglo XV, la tumba tiene una planta cuadrada y está diseñada en forma de un pequeño templo neoclásico coronado por una pequeña cúpula, rematada con una piña. Separada de la calle por una estrecha delimitación, su fachada exterior es muy sencilla. Incluye una puerta sobre la que se encuentra el escudo arzobispal del Cardenal Gonzaga, y en cuyo arquitrabe se lee, de manera simple y en latín: Dantis poetae sepulcrum ("Tumba del poeta Dante").
Destacan dos elementos decorativos: una serpiente que se muerde la cola (Uróboros), símbolo de la eternidad de la fama del Poeta, y el escudo del cardenal Gonzaga. Las hojas de la puerta de acceso están hechas de madera.
A la derecha del monumento funerario se encuentra un pequeño jardín que incluye, entre otros elementos, el Quadrarco di Braccioforte. Desde 1921, este jardín está cerrado con una reja de hierro forjado diseñada por el artista veneciano Umberto Bellotto.
La tumba en sí se encuentra dentro de una capilla decorada con mármoles finos y estucos. Consiste en un sarcófago de época romana, sobre el cual está grabado un epitafio en latín. Según el historiador y arqueólogo italiano Giuseppe Pietro Marchi, los versos de este epitafio fueron escritos por el gramático veronés Rinaldo Cavalchini. Dicho epitafio es el siguiente:

Iura monarchiae superos Phlegetonta lacusque
lustrando cecini voluerunt fata quousque
sed quia pars cessit melioribus hospita castris
actoremque suum petiit felicior astris
hic claudor Dantes patriis extorris ab oris
quem genuit parvi Florentia mater amoris
Los derechos de la monarquía, los cielos y las aguas del Flegetonte
canté mientras lo quiso mi destino mortal.
Pero, ya que mi alma fue acogida en lugares mejores
y, más dichosa, alcanzó entre los astros a su Creador,
aquí estoy encerrado yo, Dante, exiliado de mi tierra natal,
a quien engendró Florencia, madre de escaso amor.

Sobre el sarcófago se encuentra el valioso bajorelieve de Pietro Lombardo. A los pies, se halla una corona de bronce y plata, donada en 1921 por el Ejército y la Armada italianos con motivo del VI centenario de la muerte de Dante, en conmemoración de la victoria en la Primera Guerra Mundial. A la derecha, una pequeña columna de alabastro del Carso, adornada con una guirnalda de plata ofrecida por la ciudad de Fiume, sostiene una ampolla plateada que fue donada en 1908 por las ciudades de Trieste, Trento, Gorizia y las provincias de Istria y Dalmacia, territorios que en ese entonces estaban bajo el dominio del Imperio austrohúngaro. En el techo, arde de forma perpetua una lámpara votiva del siglo XVIII, alimentada con aceite de oliva de las colinas toscanas, ofrecido cada año por Florencia el segundo domingo de septiembre, en memoria del aniversario de la muerte de Dante (la cual sucedió la noche entre el 13 y el 14 de septiembre de 1321). Dicha tradición se ha mantenido desde el año 1908 hasta la actualidad.

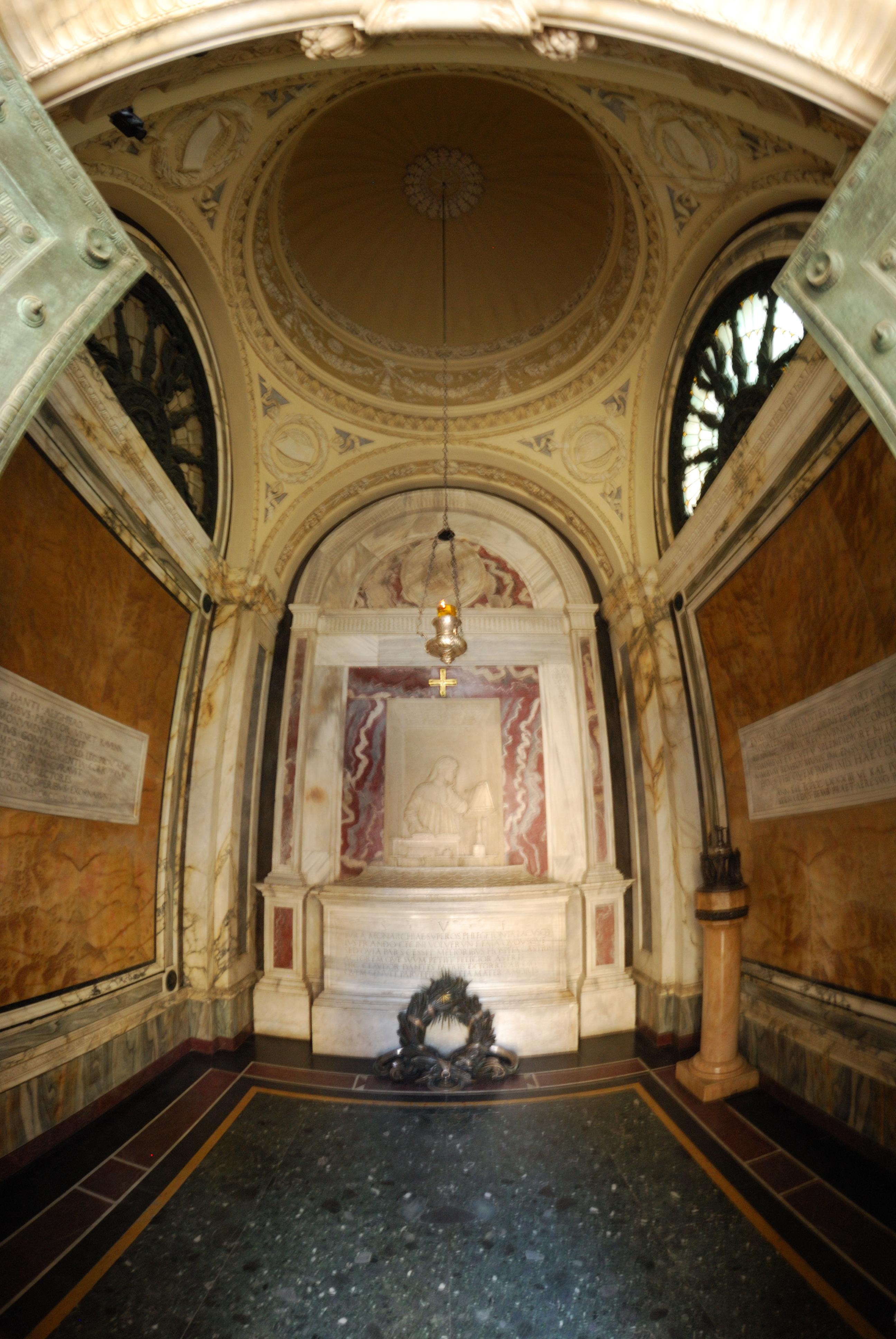
Interior de la tumba.

En la pared derecha, una lápida de mármol recuerda las diversas restauraciones de la tumba, así como su embellecimiento con decoración marmórea en 1921. En los pechizos de las bóvedas, en tiempos pasados, se representaban figuras como Virgilio, Brunetto Latini, Cangrande della Scala y Guido Novello da Polenta, pero estas fueron eliminadas durante los trabajos de restauración que se llevaron a cabo entre 1920 y 1921. Con motivo del VI centenario de la muerte de Dante, se realizó una importante restauración de la tumba bajo la dirección del superintendente y arquitecto Ambrogio Annoni, quien contó con la colaboración del escultor Lodovico Pogliaghi. Al finalizar los trabajos, las antiguas puertas de madera fueron reemplazadas por las actuales puertas de bronce, que fueron donadas por la ciudad de Roma.
En el año 2020, la tumba fue sometida a una nueva restauración en previsión de las celebraciones por el VII centenario de la muerte de Dante, por lo que se llevaron a cabo trabajos de restauración que afectaron el área del Quadrarco di Braccioforte, así como algunos elementos decorativos, tanto en el exterior como en el interior del templo. Tras la finalización de los trabajos, se volvió a colocar dentro del sepulcro la Cruz que fue donada en 1965 por el papa Pablo VI, la cual es considerada un símbolo de la resurrección. Dicho elemento se trata de una Cruz griega con cuatro amatistas incrustadas en sus extremos y se encuentra situada sobre una losa marmórea de Lombardo.

## La historia de los restos de Dante

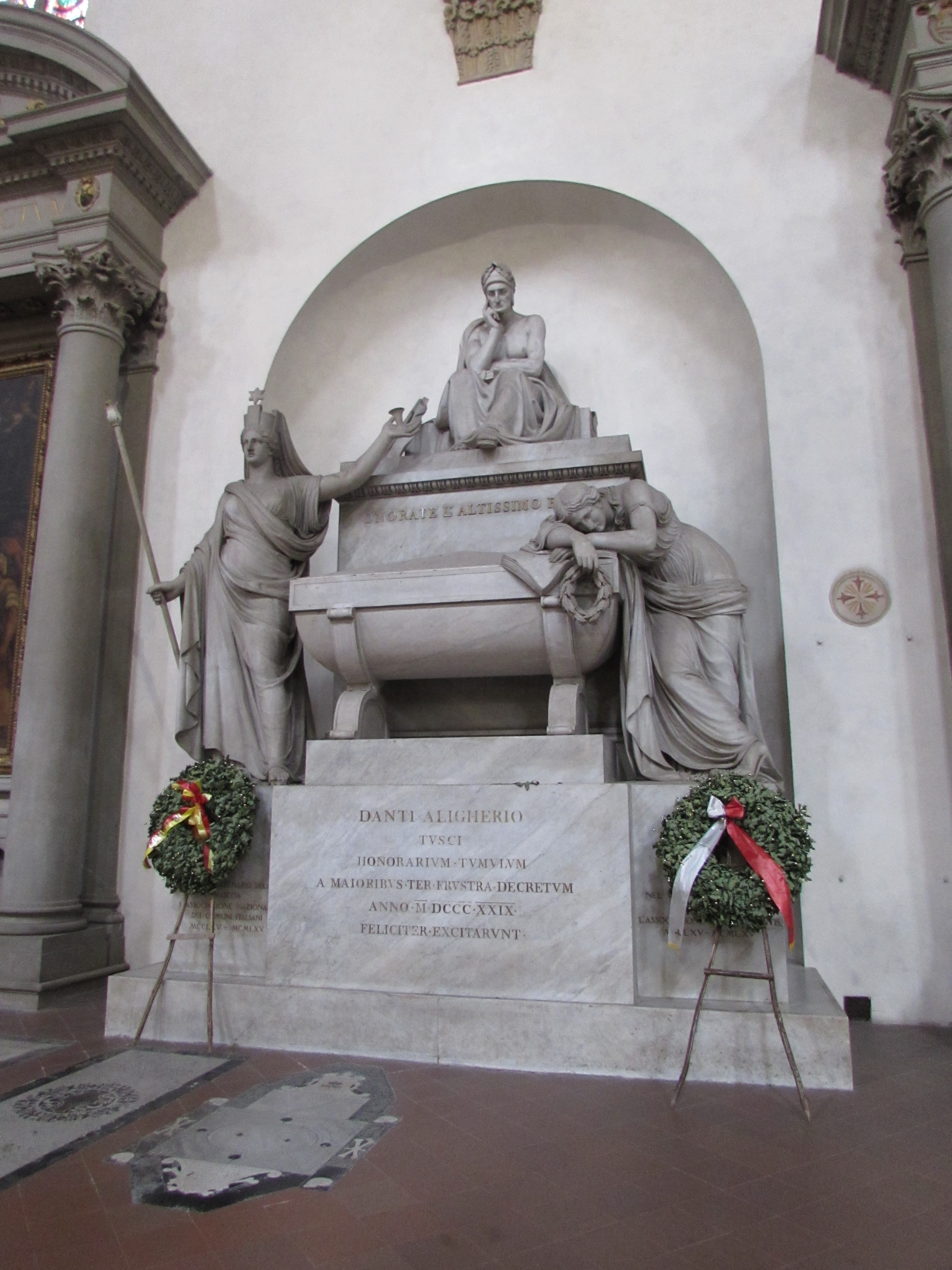
Cenotafio de Dante.

Al día siguiente de su fallecimiento, el cuerpo de Dante fue enterrado en el mismo sarcófago que ocupa actualmente, ubicado inicialmente en la pared del fondo, en la celda de la familia Da Polenta, en el claustro de Braccioforte. Pocos años después, los florentinos comenzaron a reclamar los restos de su ilustre conciudadano, con solicitudes en 1396, 1428 y 1476, todas sin éxito. A finales del siglo XV, el podestá veneciano Bernardo Bembo trasladó el sepulcro al lado oeste del claustro.
En el siglo siglo XVI, con la ascensión de los papas florentinos León X y Clemente VII, los florentinos creyeron que podrían recuperar los restos de Dante. En 1519, León X autorizó el traslado de los restos a Florencia, encargando a Miguel Ángel el diseño del monumento funerario. Sin embargo, la comitiva enviada a Rávena para abrir el sarcófago, descubrió que los restos habían sido retirados previamente por los frailes franciscanos. Los intentos de recuperación fueron infructuosos, y el sarcófago fue vigilado celosamente. En 1677, los restos fueron guardados en una caja por el Prior del convento, y en 1781 se reinstalaron en la urna original tras la construcción del mausoleo por parte de Morigia.
A principios del siglo XIX, los frailes escondieron nuevamente los restos cuando el convento fue cerrado por el gobierno napoleónico, y no se supo más de ellos hasta su redescubrimiento en 1865, durante trabajos de restauración. El hallazgo fue realizado por el estudiante Anastasio Matteucci, quien identificó la caja. Los restos fueron expuestos al público y luego regresaron al tempietto de Morigia, donde se protegieron en una caja de madera de nogal.
En 1921, los antropólogos Giuseppe Sergi y Fabio Frassetto realizaron un estudio de los restos con motivo del VI centenario de la muerte de Dante. Durante la Segunda Guerra Mundial, los restos fueron nuevamente ocultados por seguridad, y en 1945 fueron regresados a su ubicación original. Cabe mencionar que, desde el año 1829, un cenotafio neoclásico erigido en la Basílica de la Santa Cruz, Florencia, se encuentra a la espera de que los restos sean devueltos.